# Broughton River (Burdekin River)
Der Boughton River ist ein Fluss im Osten des australischen Bundesstaates Queensland.

## Geographie

### Flusslauf
Der Fluss entspringt südlich der Charters Towers Aboriginal Reserve, rund 10 Kilometer südlich von Charters Towers und fließt nach Osten. Bei der Siedlung Broughton, etwa 25 Kilometer südöstlich von Charters Towers, mündet er in den Burdekin River.

### Nebenflüsse mit Mündungshöhen
- Rocky Creek – 281 m
- Seventy Mile Creek – 237 m[1][2]